# کارل گوستاو یونگ؛ واژه‌ها و نگاره‌ها
کارل گوستاو یونگ؛ واژه‌ها و نگاره‌ها (آلمانی: C. G. Jung, Bild und Wort) زندگی‌نامه‌ای مصور و مفهومی از کارل گوستاو یونگ، روان‌پزشک و فیلسوف اهل کشور سوئیس است.
این کتاب را آنیلا یافه (Aniela Jaffé)، نویسنده و روان‌پزشک آلمانی_سوئیسی به زبان آلمانی منتشر کرده است. این کتاب، در ۱۹۷۷، توسط انتشارات والتر، منتشر شد.
ترجمه انگلیسی کتاب در قالب مجموعه بولینگن (Bollingen Publications) و مانند دیگر آثار یونگ توسط انتشارات دانشگاه پرینستون منتشر شده است. لازم به ذکر است که نسخه انگلیسی این کتاب به زبان فارسی ترجمه شده است.

## محتوا و ترجمه
کارل گوستاو یونگ، روان‌شناس و روان‌پزشک سوئیسی است. آرا و نظریات او در حوزهٔ «تداعی‌های ذهنی»، «عقده‌های روانی»، «شخصیت‌های درون‌گرا و برون‌گرا» و «ناخودآگاه جمعی» تاثیر عمیقی بر علوم انسانی گذاشته است. آنیلا یافه، ویراستار آثار یونگ، در کتاب حاضر، زندگی و کارهای یونگ را از منشور «واژه‌ها و نگاره‌ها»ی او بررسی کرده است.
ترجمهٔ فارسی این کتاب توسط رضا رضایی و مهناز خزاییلی انجام و در سال ۱۳۹۰ در ۲۴۲ صفحه رحلی مصور در نشر افکار منتشر شده است.
به‌ زعم مترجم، یافه در این کتاب که با تصاویر متعددی از مراحل زندگی یونگ همراه شده است، زندگی، خانواده، سفرها، سمینارها و نظریه‌های این اندیشمند روان‌کاو را شرح می‌دهد. به گفتهٔ مترجم، مخاطبان این کتاب، با مفاهیمی نظیر آنیما، آنیموس، خودآگاه و ناخودآگاه که از اصلی‌ترین مباحث فکری یونگ هستند، آشنا می‌شوند.» این کتاب با بخش‌هایی همچون: کودکی، سال‌های دانشجویی، امور خفیه و فراروانشناسی، زیگموند فروید، مواجهه با ناخودآگاه، سفرها و زندگی و مرگ همراه است.

## نقدها
آنیلا یافه، روانکاو یونگی که سال‌ها نقش دستیار یونگ را ایفا کرده است، با مرور آلبوم عکس، نامه‌ها و یادداشت‌های یونگ تلاش کرده تا مخاطبان را با تجربهٔ یونگ بیشتر آشنا کند و برای آنان «فهمی از درون» (empathetic) نسبت به دیدگاه یونگ ایجاد کند.
این کتاب مُصور مجموعه یادداشت‌ها و خاطراتی است که آنیلا یافه دستیار یونگ طی چند دهه جمع‌آوری کرده، و اسناد با ارزشی نیز به متن اصلی کتاب افزوده‌شده است. سبک بیان مطالب به گونه‌ای است که مخاطب را خسته نمی‌کند و به او اجازه می‌دهد در دنیای تصاویر، زمانی اندک را به سرزمین مردی که برای مردگان موعظه می‌کرد، سفر کند. از تصاویری خانوادگی و اجدادی یونگ گرفته تا کارنامه مچاله شدهٔ وی در ۱۸۹۴. بخش دیگری از کتاب به مجموعه‌ای از نقاشی‌های یونگ با موضوع «ماندالا» یا دایرهٔ مقدس لامایی_تبتی و تانتریک اختصاص دارد. وی با جمع‌آوری و تطبیق چندین و چند دایره در فرهنگ‌های مختلف به تجزیه و تحلیل مفهوم دایره و رابطهٔ آن با هستی و انسان پرداخته است.

## پی‌نوشت
1. ↑  Paulsen، Lola (۱۹۸۴). «Jaffé, A. (Ed.) Word and Image. Princeton University Press. 1979. Pp. 238». Journal of Analytical Psychology.
2. ↑  Wallace, Edwin R. «C. G. JUNG: WORD AND IMAGE Aniela Jaffé (ed) (Book Review)». Psychoanalytic Review; New York Vol. 67, Iss. 2, (Summer 1980): 287.
3. ↑  Jaffé، Aniela (۱۹۸۳). C. G. Jung, Bild und Wort: eine Biographie. Olten / Freiburg: Walter. شابک : ۹۷۸۳۵۳۰۳۹۷۹۹۴ مقدار |شابک= را بررسی کنید: invalid character (کمک).
4. ↑  Jaffé، Aniela (۱۹۷۹). C. G. Jung. Word and Image. Princeton: Princeton University Press. شابک ۰۶۹۱۰۹۹۴۲۱.
5. ↑  Underwood، Richard A. (01 December 1979). «Psychology of religion». Journal of the American Academy of Religion, Volume XLVII, Issue 4, 1 December 1979, Pages 700-a–700,. تاریخ وارد شده در |تاریخ= را بررسی کنید (کمک)
6. ↑  «کارل گوستاو یونگ؛ واژه‌ها و نگاره‌ها». گودریدز.
7. ↑  یافه، آنیلا (۱۳۹۰). کارل گوستاویونگ: واژه‌ها و نگاره‌ها. تهران: ترجمه رضا رضایی و مهناز خزائیلی، نشر افکار. شابک ۹۷۸۹۶۴۲۲۸۰۵۵۱.
8. ↑  ««کارل گوستاو یونگ، واژه‌ها و نگاره‌ها» ترجمه شد». خبرگزاری کتاب ایران (ایبنا). ۴ مرداد ۱۳۹۰.
9. ↑  دکترمحمدرضاسرگلزایی. «"معرفی کتاب"». وبسایت دکتر محمدرضا سرگلزایی _ روان‌پزشک. بایگانی‌شده از اصلی در ۲۵ ژانویه ۲۰۱۹. دریافت‌شده در ۲۴ ژانویه ۲۰۱۹.
10. ↑  علیرضا امیرحاجبی (,21 آذر 1390). «نگاهی به کتاب «کارل گوستاو یونگ، واژه‌ها و نگاره‌ها»: واعظ شهر مردگان». روزنامه شرق، شماره 1414. بایگانی‌شده از اصلی در ۲۵ ژانویه ۲۰۱۹. دریافت‌شده در ۲۴ ژانویه ۲۰۱۹. تاریخ وارد شده در |تاریخ= را بررسی کنید (کمک)